# Sun Yingsha
Det här är en artikel om en person med kinesiskt personnamn; Sun är familjenamnet.
Sun Yingsha (kinesiska: 孙颖莎), född 4 november 2000 i Shijiazhuang, Hebei, Kina, är en kinesisk bordtennisspelare. Hon spelar med handskaksfattning och har blivit världsmästare i dubbel (2019, 2021, bägge gångerna tillsammans med Wang Manyu) och mixeddubbel (2021, tillsammans med Wang Chuqin). Hon var också med i det kinesiska laget som vann OS-guld i lag vid OS 2020. Hon blev även silvermedaljör i singel vid både OS 2020 och VM 2021 (som bägge hölls 2021, p.g.a. att OS skjutits upp som en följd av COVID-19).